# Itaoca (Cachoeiro de Itapemirim)
Itaoca é um distrito do município de Cachoeiro de Itapemirim, no Espírito Santo. Se destaca por ser o distrito mais populoso após a sede municipal e seu poder econômico devido à exploração e produção de mármore e granito para a fabricação de rochas ornamentais.

## História
O distrito de Itaoca foi criado a partir da Lei Estadual n.º 779 de 29/12/1953, a mesma lei que criou o distrito cachoeirense de Vargem Grande do Soturno. Sendo estabelecido através de desmembramentos dos territórios do distrito da Sede e de Conduru. 
Por volta da década de 1960, o distrito tinha aspectos rurais e era conhecido como Capim Angola, dedicando-se principalmente à plantação de algodão. Desde então, nessa época, diversos interesses econômicos externos surgiram em busca das jazidas de beneficiamento de rochas, o que gerou empregos e atraiu habitantes para a região. Os habitantes que possuíam terras na região eram automaticamente obrigados a vender suas terras por dois motivos: dificuldades de cultivo devido às formações rochosas que as ocupavam e, mesmo com o interesse dos próprios moradores na extração de rochas, não possuíam recursos necessários.
Com o passar do tempo, Cachoeiro de Itapemirim se tornou conhecida pelo seu destaque no beneficiamento de rochas e como a Capital Nacional do Mármore, graças ao distrito de Itaoca, que passou a ter grande importância econômica no município. Além disso, embora seja registrada como “Itaoca”, é conhecida como Itaoca Pedra na região.
Atualmente, o distrito de Itaoca é o mais populoso do município, sendo também responsável por 40% da arrecadação de impostos de Cachoeiro de Itapemirim.

## Geografia

### Localização
O distrito está situado na região leste do município e limita-se com o município de Vargem Alta e os distritos de Conduru (oeste), Coutinho (oeste), São Vicente (norte), Distrito-sede (sul) e Gironda (leste).

### População
Pelo Censo 2010 (IBGE) a população total do distrito era de 5 441 habitantes, e a população urbana era de 3 135 habitantes.  Isso o coloca como o distrito mais populoso do município, além de sua sede. 
Porém, mais de 300 habitantes da comunidade de Alto Moledo não são contabilizados nesse contingente devido a um equívoco na subdivisão de setores censitários do IBGE no município, fazendo com que o censo demográfico inclua sua população no distrito vizinho de Gironda.

### Área territorial
A área territorial do distrito é de 49,41 km². 

### Hidrografia
Os córregos Vermelho, Itaoca e das Pedras compõem a hidrografia que permeia a sede. Os rios Itapemirim e Castelo compõem o leste do distrito e são usados para delimitar seu território.

## Controvérsias locais e movimento emancipatório
Desde a atração de empregos na região, muitos trabalhadores executavam suas atividades nas pedreiras sem fiscalizações e direitos trabalhistas, o que tirou várias vidas de pais de famílias e gerou diversos acidentes envolvendo a extração de rochas.
A falta de compromisso do poder público e ausência de investimento em serviços básicos à população geraram o movimento emancipatório entre as décadas de 90 e 00. Em meados dos anos 90, foi autorizada a consulta plebiscitaria atraves do Decreto Legislativo n°123/94 aos distritos de Itaoca e Conduru, a qual o atual distrito de São Vicente fazia parte. Porém há indícios de que o mesmo nunca havia ocorrido, pois ocorreu uma manifestação do movimento no ano de 2001 solicitando o plebiscito, em resposta a Assembléia Geral do estado respondeu que o distrito não atendia a ementa constitucional n° 15 referente a emancipações político-administrativas.
Em meados da década de 2010, novamente é negado o plebiscito ao distrito por questões demográficas.

## Características
O local é conhecido por sua riqueza natural no setor do mármore, com suas inúmeras pedreiras de mármore, por isso Itaoca é um dos principais contribuintes financeiros para Cachoeiro de Itapemirim.

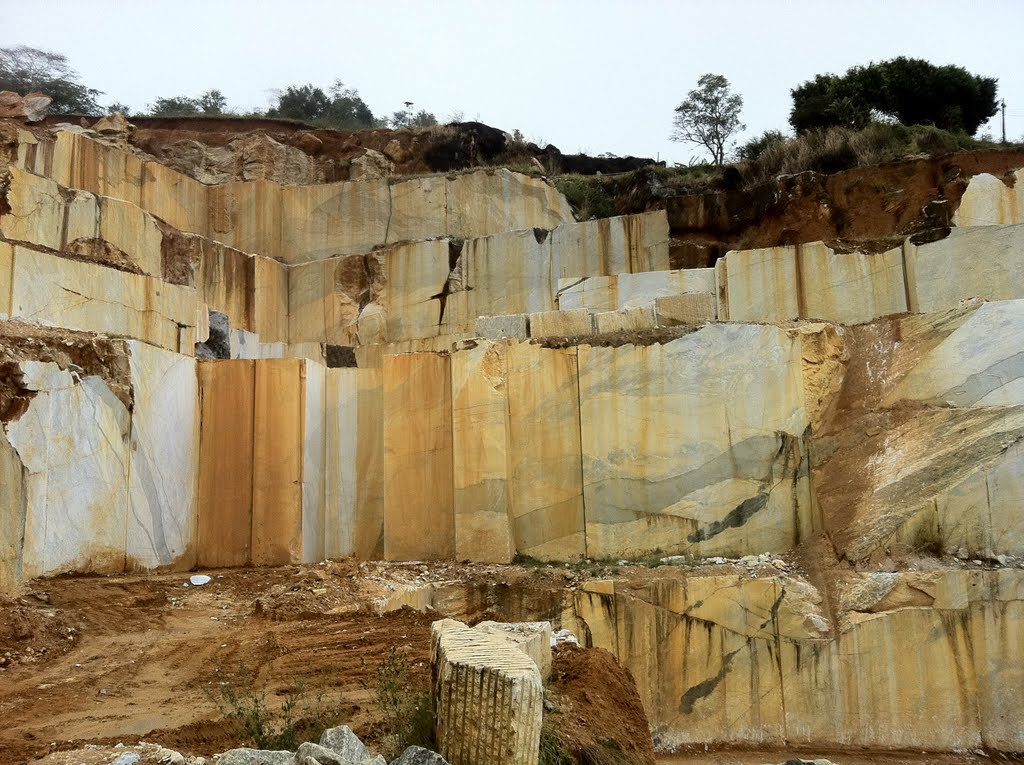
Extração de mármore em Itaoca.

O local também é conhecido como a terra das viúvas, uma vez que muitos trabalhadores se acidentaram e perderam suas vidas no pioneirismo da extração do mármore na região.

## Serviços públicos
Energia elétrica
A responsável pelo abastecimento de energia elétrica no distrito é a EDP Espírito Santo.
Saneamento
O serviço de abastecimento de água é feito pela BRK Ambiental, concessionária privada que atende a todo o município. Além de possuir uma estação local de tratamento de água e esgoto.
Transporte
O distrito é atendido pela linha municipal urbana-distrital 150 do Consórcio Novo Trans, com itinerários via Alto Moledo e aos domingos, a linha 160 com destino a São Vicente realiza o percurso em Itaoca, ambas administradas pela Viação Santa Luzia. 